# Медичи (Казерта)
Медичи је насеље у Италији у округу Казерта, региону Кампанија.
Према процени из 2011. у насељу је живело 41 становника. Насеље се налази на надморској висини од 222 м.